# Thecla cos
Thecla cos är en fjärilsart som beskrevs av Druce 1907. Thecla cos ingår i släktet Thecla och familjen juvelvingar. Inga underarter finns listade i Catalogue of Life.